# Умбререшть (Тиргу-Бужор, Галац)
Умбререшть, Умбререшті (рум. Umbrărești) — село у повіті Галац в Румунії. Адміністративно підпорядковане місту Тиргу-Бужор.
Село розташоване на відстані 212 км на північний схід від Бухареста, 47 км на північ від Галаца, 147 км на південь від Ясс.

## Населення
За даними перепису населення 2002 року у селі проживали 1129 осіб.
Національний склад населення села:
| Національність | Кількість осіб | Відсоток |
| -------------- | -------------- | -------- |
| румуни         | 1087           | 96,3%    |
| цигани         | 42             | 3,7%     |

Рідною мовою назвали:
| Мова      | Кількість осіб | Відсоток |
| --------- | -------------- | -------- |
| румунська | 1087           | 96,3%    |
| циганська | 42             | 3,7%     |